# Sonic Prime
Sonic Prime é a série de animação computadorizada americana-canadense baseada na série de jogos eletrônicos Sonic the Hedgehog criado pela Sega. A série foi produzida pela Sega, Netflix Animation, WildBrain Studios e Man of Action Entertainment.
A primeira temporada, composta por oito episódios, foi lançada na Netflix em 15 de dezembro de 2022. De acordo com WildBrain Studios, a série deve ter pelo menos 24 episódios no total. A Sega confirmou que mais episódios serão lançados em 13 de julho de 2023.
Em 2025 há uma 4 Temporada em produção.

## Premissa
Durante uma batalha com o Dr. Eggman, Sonic imprudentemente destrói um artefato chamado Prisma do Paradoxo, que estilhaça o universo e envia ele e seus amigos através de dimensões paralelas chamadas "Espaços de Fragmento". Buscando restaurar o universo e salvar seus amigos (que até o momento ele não dava valor), Sonic corre pelo "Shatterverse", encontrando versões alternativas de seus amigos e Shadow enquanto luta contra o Conselho do Caos, um grupo de ditadores formado por cinco versões alternativas de Eggman.

## Elenco
| dublador          | Prismaverso          | Prismaverso             | Prismaverso        | Prismaverso         | Prismaverso            |
| dublador          | Green Hill           | Nova Yoke               | Labirinto Bosquede | Lugar Nehum         | Sinistro               |
| ----------------- | -------------------- | ----------------------- | ------------------ | ------------------- | ---------------------- |
| Deven Mack        | Sonic the Hedgehog   | Sonic Caos              |                    |                     | Sonic do Sinistro      |
| Brian Drummond    | Dr. Eggman           | Mr. Dr. Eggman          |                    |                     |                        |
| Brian Drummond    | Dr. Eggman           | Dr. Done It, Stormbeard |                    |                     |                        |
| Vincent Tong      | Dr. Eggman           | Dr. Deep                |                    |                     |                        |
| Vincent Tong      | Dr. Eggman           | Dr. Don't               |                    |                     |                        |
| Vincent Tong      | Dr. Eggman           | Dr Bebê                 |                    |                     |                        |
| Ashleigh Ball     | Miles "Tails" Prower | Nine                    | Mangey Tails       | Sails Tails         |                        |
| Adam Nurada       | Knuckles the Echidna | Renegade Knucks         | Gnarly Knuckles    | Knuckles O Terrivel | O Terrivel do sinistro |
| Vincent Tong      | Knuckles the Echidna | Renegade Knucks         | Gnarly Knuckles    | Knuckles O Terrivel | O Terrivel do sinistro |
| Shannon Chan-Kent | Amy Rose             | Rose Ferrugem           | Espinhosa          | Black Rose          | Espinhosa do sinistro  |
| Kazumi Evans      | Rouge the Bat        | Rebel Rouge             | Prim Rouge         | Batten Rouge        | Rebel do sinistro      |
| Ian Hanlin        | Big the Cat          | Denizen 1998            | Catfish            | Hangry Cat          | Big do sinistro        |
| Ian Hanlin        | Shadow the Hedgehog  |                         |                    |                     |                        |
| Deven Mack        | Orbot                |                         |                    |                     |                        |
| Deven Mack        | Cubot                |                         |                    |                     |                        |

## Episódios
| N.º | Título                                                     | Dirigido por                 | Escrito por                | Exibição original                                                          |
| --- | ---------------------------------------------------------- | ---------------------------- | -------------------------- | -------------------------------------------------------------------------- |
| 1 | "Em mil pedaços (BR)" "Shattered"                          | Erik Wiese                   | Man of Action & Erik Wiese | 10 de dezembro de 2022 (estreia do Roblox)15 de dezembro de 2022 (Netflix) |
| Enquanto se envolve em uma luta com seu inimigo, Dr. Eggman, Sonic destrói o Paradox Prism, um antigo artefato com imenso poder. Isso causa uma ondulação no continuum espaço-tempo, separando Sonic de seus amigos e enviando-o para New Yoke City, uma versão distópica de Green Hills em um universo paralelo governado pelo Chaos Council, um grupo formado por cinco variantes de Eggman (Dr. Babble, Dr. Done It, Dr. Deep, Dr. Don't e Mr. Dr. Eggman). Viajando por seu novo ambiente, Sonic é confrontado por Nine, uma variante de seu melhor amigo Tails que construiu caudas mecanizadas como armas contra seus valentões de infância, não tendo Sonic para ajudá-lo. Sonic ganha a confiança de Nine, e o jovem gênio modifica os sapatos e as luvas de Sonic para se sintonizar com a nova energia do Prisma em seu corpo. No entanto, Sonic e Nine são capturados, e Sonic é levado para testes executados por Rusty Rose, uma variante de Amy Rose transformada em um ciborgue subserviente. Quando as variantes ameaçam Nine, Sonic sobrecarrega seus poderes, fazendo com que ele gere uma enorme quantidade de energia. No entanto, ele percebe o que parece ser uma alucinação de seu rival Shadow, o Ouriço durante a onda e flashbacks de um confronto anterior com ele. |                                                            |                              |                            |                                                                            |
| 2 | "A Cidade é uma Piada (BR)" "The Yoke's On You"            | Erik Wiese                   | Man of Action & Erik Wiese | 15 de dezembro de 2022                                                     |
| Em um flashback, Shadow recebe uma visão de Sonic fazendo o mundo se estilhaçar enquanto sente o impacto que Sonic causa quando atacou o badnik de Eggman. Shadow questiona a ação de Sonic e tenta impedi-lo de chegar ao lugar de Eggman para evitar a catástrofe que o impede. No entanto, suas táticas hostis e avisos enigmáticos fazem com que Sonic entenda mal sua intenção, e ambos lutam entre si antes que Sonic o atrase o suficiente para alcançar Eggman. De volta ao presente, a onda de energia de Sonic faz com que New Yoke City apague temporariamente, levando as variantes de Eggman a uma nova fonte de poder, chegando à decisão de dissecar e retirar a energia do Paradox Prism do corpo de Sonic. No entanto, os lutadores da resistência Rebel Rouge e Renegade Knucks chegam e resgatam ele e Nine, mas são impedidos de sair por Rusty Rose e também estavam em uma briga com um grande número de bots, mas foram salvos por Sonic frágil desequilibrando uma arma laser ativada. |                                                            |                              |                            |                                                                            |
| 3 | "Fuga de Nova Yoke (BR)" "Escape From New Yoke"            | Erik Wiese                   | Man of Action & Erik Wiese | 15 de dezembro de 2022                                                     |
| Depois de destruir a maioria dos Badniks, Sonic, Nine e a Resistência decidem aproveitar a oportunidade para roubar o "Cristal" que dá poder supremo ao Conselho. Nine assume com sucesso a programação de Rusty Rose, fazendo-a lutar ao lado deles. Ao chegar à sala onde a fonte de energia está localizada, Sonic e Nine são separados de Rebel, Knucks e Rusty, que ganha tempo lutando contra os Badniks enquanto Sonic e Nine pegam a fonte de energia. Acontece que o Cristal é na verdade um fragmento do Paradox Prism. Isso faz Sonic perceber que ele fez o mundo mudar depois que ele quebrou o Paradox Prism durante a tentativa de parar Eggman. Sonic se abstém de tocar o fragmento, mas por insistência de Nine, Sonic o toca, enviando-o para outro universo. |                                                            |                              |                            |                                                                            |
| 4 | "Briga na Selva (BR)" "Unwelcome to the Jungle"            | Erik Wiese & Kiran Sangherra | Brittany Jo Flores         | 15 de dezembro de 2022                                                     |
| Sonic é enviado para o mundo da selva de Boscage Maze, onde conhece Mangey, Prim, Hangry e Gnarly (estranhas versões de Tails, Rouge, Big e Knuckles) que vivem com medo de um "monstro" familiar lá embaixo. Vendo que eles podem usar a velocidade de Sonic para distrair o monstro por tempo suficiente para obter alimentos da floresta, Prim engana Sonic para ajudá-los com a promessa de que o guiarão até um fragmento de Paradox Prism. Enquanto procura por comida, o monstro os ataca, enviando Mangey, Prim, Hangry e Gnarly de volta ao seu covil, deixando Sonic sozinho para enfrentar o monstro, que se revela ser Thorn Rose, uma variante de Amy, e seu pássaro gigante, Passarinho. Thorn explica que Prim e os outros são necrófagos que devastaram a selva avidamente sem se importar com a natureza, então ela está lutando contra eles para protegê-la. Durante a luta, Thorny percebe que a luz dos sapatos de Sonic é semelhante a "A Grande Verde". Acreditando ser um fragmento do prisma, Sonic convence Thorn a escoltá-lo até o Grande Verde, prometendo que ele irá embora depois. O Grande Verde a que Thorn se refere é na verdade um coqueiro com o qual Sonic está familiarizado em seu mundo original. Sonic encontra o fragmento de Paradox Prism sob a árvore, mas quando Sonic tenta pegá-lo, Thorn considera Sonic como outro necrófago e pega o fragmento dele. |                                                            |                              |                            |                                                                            |
| 5 | "Cada um no seu galho (BR)" "Barking Up The Wrong Tree"    | Erik Wiese                   | Patricia Villetto          | 15 de dezembro de 2022                                                     |
| Sonic se lembra de uma vez em que Amy lhe deu um coqueiro como presente surpresa. Amy explica a importância das memórias feitas ao redor da árvore, mas Sonic descarta isso como seus amigos sendo muito sentimentais, o que desaponta Amy. De volta ao presente, Sonic luta contra Thorn, que usa o poder do fragmento para fazer mais plantas crescerem para cobrir toda a selva até que os necrófagos não possam cair. Sonic tenta persuadir os necrófagos a encontrar um terreno comum com Thorn para que possam viver lado a lado. É revelado que os necrófagos e Thorn eram amigos até que Thorn ficou enojado com a forma como os necrófagos continuaram avidamente tirando os recursos naturais da selva a ponto de prejudicá-la e persegui-los até o dossel. Sonic organiza os dois lados para se encontrarem e conversarem, apenas para os necrófagos usarem isso como uma oportunidade para atacar Thorn enquanto ela está distraída, irritando-a ainda mais. Percebendo que o mesmo coqueiro começou a murchar devido à falta de luz solar, Sonic engana Thorn para jogar seu martelo e o caco acima, revelando a condição da árvore. Isso ajuda Thorn a perceber que ela está fazendo mais mal do que bem e se reconcilia com os necrófagos. Sonic vai buscar o fragmento e depois é transportado de volta para o New Yoke. |                                                            |                              |                            |                                                                            |
| 6 | "Situação desagradável (BR)" "Situation: Grim"             | Erik Wiese                   | Marcus Rinehart            | 15 de dezembro de 2022                                                     |
| Voltando para New Yoke em plena revolta, Sonic descobre que semanas se passaram desde que ele foi transportado para Boscage Maze. Acontece que logo após Sonic desaparecer, Nine fugiu com o fragmento, deixando para trás Knucks e Rebel à mercê do Badnik e Rusty retornando à sua programação original. Como resultado, Rebel e os outros membros da Resistência desconfiam de Sonic. Levados ao esconderijo da Resistência, Rebel mostra a Sonic sua versão de coqueiro, a única árvore natural que resta e o símbolo da vida que eles merecem. O Chaos Council rastreia a posição de Sonic através dos vestígios da energia do fragmento dele e ataca o esconderijo da Resistência. Nine aparece e abre um portal para outro mundo, chamado Shatterspaces, onde ele leva Sonic com ele para um mundo árido chamado Grim. Nine admite que espera recomeçar tudo no novo mundo com a fortificação adequada da energia do fragmento para criar um novo lar para eles. Sonic se recusa a abandonar os rebeldes, então Nine relutantemente envia Sonic de volta para New Yoke sem ele, mas muda de ideia e retorna para ajudar Sonic e a Resistência. Enquanto Sonic e a Resistência derrotam com sucesso os Eggforces que os atacam, o Chaos Council libera sua gigantesca fortaleza flutuante, a Mothership e captura Nine. Em seu caminho para resgatar Nine, Sonic vê uma aparição de Shadow dizendo a ele para continuar sem parar, e quando ele o faz, seus poderes entram em ação e ele é novamente enviado para outro Shatterspace. |                                                            |                              |                            |                                                                            |
| 7 | "Chegando em Lugar Nenhum (BR)" "It Takes One to No Place" | Erik Wiese                   | Omar Spahi                 | 15 de dezembro de 2022                                                     |
| Em um flashback, Shadow persegue Sonic e chega segundos antes de Sonic quebrar o Paradox Prism. No mesmo momento, Shadow usa o Chaos Control, teletransportando-o para o vazio entre os Shatterspaces, e fica preso lá. De volta ao presente, Sonic aterrissa nos mares profundos de No Place, um Shatterspace onde conhece Batten, Sails, Black Rose e Catfish (versões piratas festeiras de Rouge, Tails, Amy e Big), liderados pelo lendário pirata Knuckles, o Terrível. Eles dão as boas-vindas a Sonic em sua tripulação, pois consideram sua velocidade útil e ele os ajuda a derrotar a ex-tripulação do Terrível. Terrível explica como ele e sua ex-tripulação costumavam mirar em um tesouro chamado Farol do Diabo, que na verdade é um fragmento do Paradox Prism, apenas para eles acabarem com seu navio naufragando e a ex-tripulação de Dread o abandonou. Sonic insiste em pegar o fragmento, então Dread o torna o capitão. Inesperadamente, Rusty Rose e Eggforce chegam na nave e atacam. |                                                            |                              |                            |                                                                            |
| 8 | "Em Equipe (BR)" "There's No ARRGH In "Team""              | Erik Wiese                   | Justin Peniston            | 15 de dezembro de 2022                                                     |
| Depois de ser capturado pelo Chaos Council, Nine é forçado a entregar sua Shatter Drive Technology a eles para que eles possam usá-lo para conquistar todo o Shatterverse, mas Nine os informa que Sonic será necessário devido a seus poderes de energia Prisma exclusivos para enviar seus toda a frota em Shatterverse, já que os Shards concedem a eles apenas uma quantidade limitada de energia do Prisma, com a qual eles concordam relutantemente. Enquanto isso, em No Place, Rusty Rose e um submarino cheio de Badniks atacam Sonic e os piratas, que tentam revidar, mas com muito pouco sucesso. Depois de fazer uma varredura de drone e replicar o mod de navegação Shard nos tênis de Sonic para que ela possa encontrar o Prisma, Rusty se prepara para dar a ordem para destruir a nave, mas inesperadamente se detém e ordena que os Badniks se retirem depois de ver sua contraparte pirata, Rosa Preta. Enquanto o submarino parte para o Farol do Diabo, o navio dos piratas começa a afundar. Sonic convence o Terrível a retornar. Dread reluta em fazê-lo no início, mas, depois de perceber que terminar o que ele falhou em realizar restauraria sua reputação de pirata temido, ele reassume o comando e faz sua tripulação usar materiais de flutuação para manter o navio flutuando. Eles navegam para o Farol do Diabo a toda velocidade, desviando das rochas e alcançando o submarino do Conselho e os envolvendo em combate, usando Cachorros Quentes Marítimos em vez de canhões para derrotar os Badniks a bordo, enquanto Dread gira em direção ao Farol do Diabo. Sonic e os piratas derrotam Rusty e o exército de Badniks que se aproximam, antes de Sonic acelerar para o Farol do Diabo. Dread, que de repente enlouqueceu de ganância, põe as mãos no Shard e afasta os Badniks que tentam tirá-lo dele até que ele seja derrubado do topo da montanha. Sonic o salva, mas toca o Shard e desaparece de volta no Vazio. Ele é interrompido e confrontado mais uma vez por Shadow, que o ataca vingativamente após informar que seu universo original não existe mais devido às ações de Sonic. |                                                            |                              |                            |                                                                            |

## Produção
Sonic Prime foi anunciado oficialmente em fevereiro de 2021, embora o desenvolvimento da série tenha sido inicialmente revelado em um tweet excluído em dezembro de 2020. A série terá 24 episódios no total. Colleen O'Shaughnessey, conhecida por interpretar Miles "Tails" Prower desde 2014, respondeu a um tweet no Twitter que ela não reprisaria o papel na série da Netflix, devido ao conteúdo canadense e às leis sindicais, o que significa que uma grande parte da voz dos atores interpretando papéis em programas de televisão canadenses devem ser canadenses. Em maio de 2022, foi anunciado que Deven Mack daria a voz ao personagem titular da série.
Um dos escritores, Duncan Rouleau, afirmou que a série será ambientada no "universo do videogame criado por Sonic Team" e que "possíveis cruzamentos da Sega não estão descartados" é canônico para a linha do tempo do jogo. De acordo com o produtor executivo Logan McPherson, a série é um cânone para a linha do tempo do jogo. Em junho de 2021, a arte conceitual da série foi descoberta no portfólio de um artista agora excluído.
Duncan Rouleau confirmou mais tarde que Ian Flynn, que escreveu para as séries Archie, Boom, IDW e o recém-lançado Sonic Frontiers, seria um consultor.

## Lançamento
A primeira temporada de Sonic Prime, composta por oito episódios, foi lançada em 15 de dezembro de 2022. O primeiro episódio estreou no jogo Roblox da Gamefam, "Sonic Speed Simulator" em 10 de dezembro de 2022. Os prazos de lançamento das próximas temporadas não foram confirmados oficialmente, mas serão em um "futuro não muito distante" após a primeira temporada, de acordo com o produtor executivo Logan McPherson.

## Recepção

### Visualização do público
Em 20 de dezembro de 2022, a Netflix anunciou que Sonic Prime é o número 5 do top 10 da televisão inglesa para ser assistido com 27,7 milhões de horas assistidas entre 12 e 18 de dezembro.

### Resposta crítica
Sonic Prime recebeu críticas positivas dos críticos com elogios à dublagem, história e animação;  mas alguns criticaram sua escrita.  A pontuação do público atualmente está em impressionantes 93% no Rotten Tomatoes, e a mídia social foi inundada com comentários positivos dos jogadores.
Polly Conway, da Common Sense Media, disse que é uma série animada divertida e frenética que promove o trabalho em equipe e tem violência Kennet Seward Jr, do IGN, deu ao filme uma pontuação de 8 em 10, chamando-o de um show "divertido e familiar" para fãs novos e antigos, disse Sonic Prime é um show divertido e divertido para toda a família. Sentado tonalmente entre as aventuras de Sonic the Hedgehog de 1992 e Sonic the Hedgehog de 93 - que apresenta uma vibração semelhante de "lutadores da liberdade que buscam derrubar um líder cruel" - oferece uma visão emocionante do passado enquanto apresenta algumas novas ideias.  sobre o ritmo e o final abrupto da primeira temporada não vão favorecer. Dito isso, Sonic Prime deve ser bem recebido pelos novos e antigos fãs da franquia."
Josua Kristian McCoy da Game Rant deu Prime 3,5 de 5, rotulando-o de "muito bom" e também chamando-o de muito divertido: "Sonic Prime é mais um argumento para Sonic como uma estrela de TV primeiro e um personagem de jogo em segundo lugar. Fãs de Sonic vão adorar a vitrine de seus personagens favoritos e a ação em ritmo acelerado. Apesar de alguma escrita fraca e muita repetição, Sonic Prime é muito divertido. Aproveite a jornada do Blue Blur no multiverso."